# 千年川政吉
千年川 政吉（ちとせがわ まさきち、文久元年7月25日（1861年8月30日） - 明治45年（1912年）7月4日）は、青森県つがる市出身で高砂部屋に所属した大相撲力士。本名は奈良 安吉（なら やすきち）。身長170cm、体重94kg。最高位は小結。

## 人物
一ノ矢藤太郎を頼って津軽から上京。小結を5場所務めた。腸を患っていたため思うような活躍ができなかったが、技量も土俵態度も優れ、三役の風格を持っていた。

## 略歴
- 1880年（明治13年）5月 初土俵を踏む[1]。
- 1886年（明治19年）5月 新十両。
- 1887年（明治20年）5月 新入幕[1]。
- 1902年（明治35年）1月 引退、立田山襲名[1]。

## 主な成績
- 幕内戦歴 85勝84敗110休9分12預(30場所)